# 臺南市學甲區中洲國民小學
臺南市學甲區中洲國民小學是一所位於臺灣臺南市學甲區的市立國民小學，於1921年4月設立，學區屬光華里、中洲里。目前學生人數共85人。

## 歷史沿革
該學校於1921年4月1日成立，最初是作為學甲公校的分離教室，後來升格為學甲公學校的分教場。於1926年4月1日獨立為中洲公學校，首任校長是日本人末永猛。1940年4月1日改名為中洲國民學校。第二次世界大战後，於1946年1月17日改為台南縣學甲鄉第二國民學校，並於1947年2月12日再次更名為台南縣學甲鄉中洲國民學校。1968年2月2日，隨著學甲鄉升格為鎮，學校名稱改為學甲鎮中洲國民學校，並於1968年8月1日，政府推行九年國民義務教育，學校正式更名為台南縣學甲鎮中洲國民小學。2010年12月25日，隨著台南縣市合併為直轄市，學校再度更名為臺南市學甲區中洲國民小學。

## 歷任校長

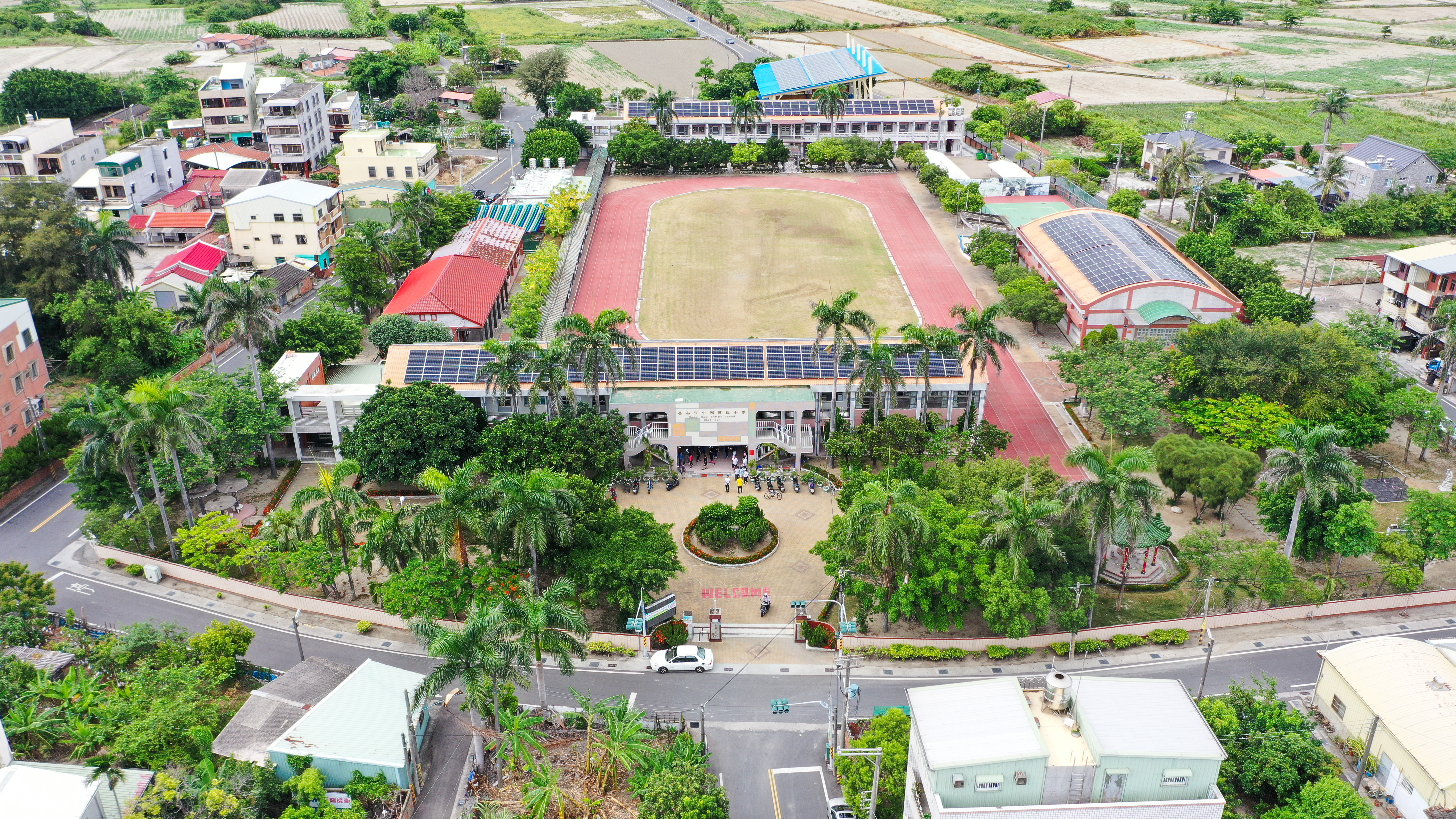
臺南市學甲區中洲國民小學空拍圖

| 日據時代 |            |                             |      |
| 任次     | 姓名       | 任期                        | 備註 |
| 分班     | 又賀房次郎 | 大正 10.01.01~大正 12.04.27 |      |
| 分校     | 土持武熊   | 大正 12.04.28~大正 15.03.31 |      |
| 第一任   | 末永猛     | 大正 15.04.01~昭和 11.03.31 |      |
| 第二任   | 竹下種吉   | 昭和 11.04.01~昭和 12.03.26 |      |
| 第三任   | 愛澤猛夫   | 昭和 12.04.01~昭和 16.03.31 |      |
| 第四任   | 狩俁玄宜   | 昭和 16.04.01~昭和 17.03.31 |      |
| 第五任   | 安井貞之助 | 昭和 17.04.01~昭和 18.07.30 |      |
| 第六任   | 小林登八   | 昭和 18.07.30~民國 34.08.15 |      |

| 光復後   |        |                    |      |
| 任次     | 姓名   | 任期               | 備註 |
| 第一任   | 莊先富 | 34.08.15~35.12.31  |      |
| 第二任   | 劉銀騫 | 36.01.01~36.08.31  |      |
| 第三任   | 吳再欣 | 36.09.09~38.01.21  |      |
| 第四任   | 陳佳相 | 38.02.06~42.02.23  |      |
| 第五任   | 郭廷章 | 42.03.08~62.06.15  |      |
| 第六任   | 莊必祥 | 62.08.12~74.07.01  |      |
| 代理校長 | 柯明欽 | 74.07.01~74.08.01  |      |
| 第七任   | 陳鴻謨 | 74.08.01~78.08.01  |      |
| 第八任   | 趙玉柱 | 78.08.01~82.08.01  |      |
| 第九任   | 吳春明 | 82.08.01~86.09.01  |      |
| 第十任   | 陳聰德 | 86.09.01~92.02.01  |      |
| 代理校長 | 吳麗華 | 92.02.01~92.08.01  |      |
| 第十一任 | 許福田 | 92.08.01~98.08.01  |      |
| 第十二任 | 馮郁元 | 98.08.01~106.08.01 |      |
| 第十三任 | 黃文信 | 106.08.01~迄今     |      |

表格來源：

## 圖集

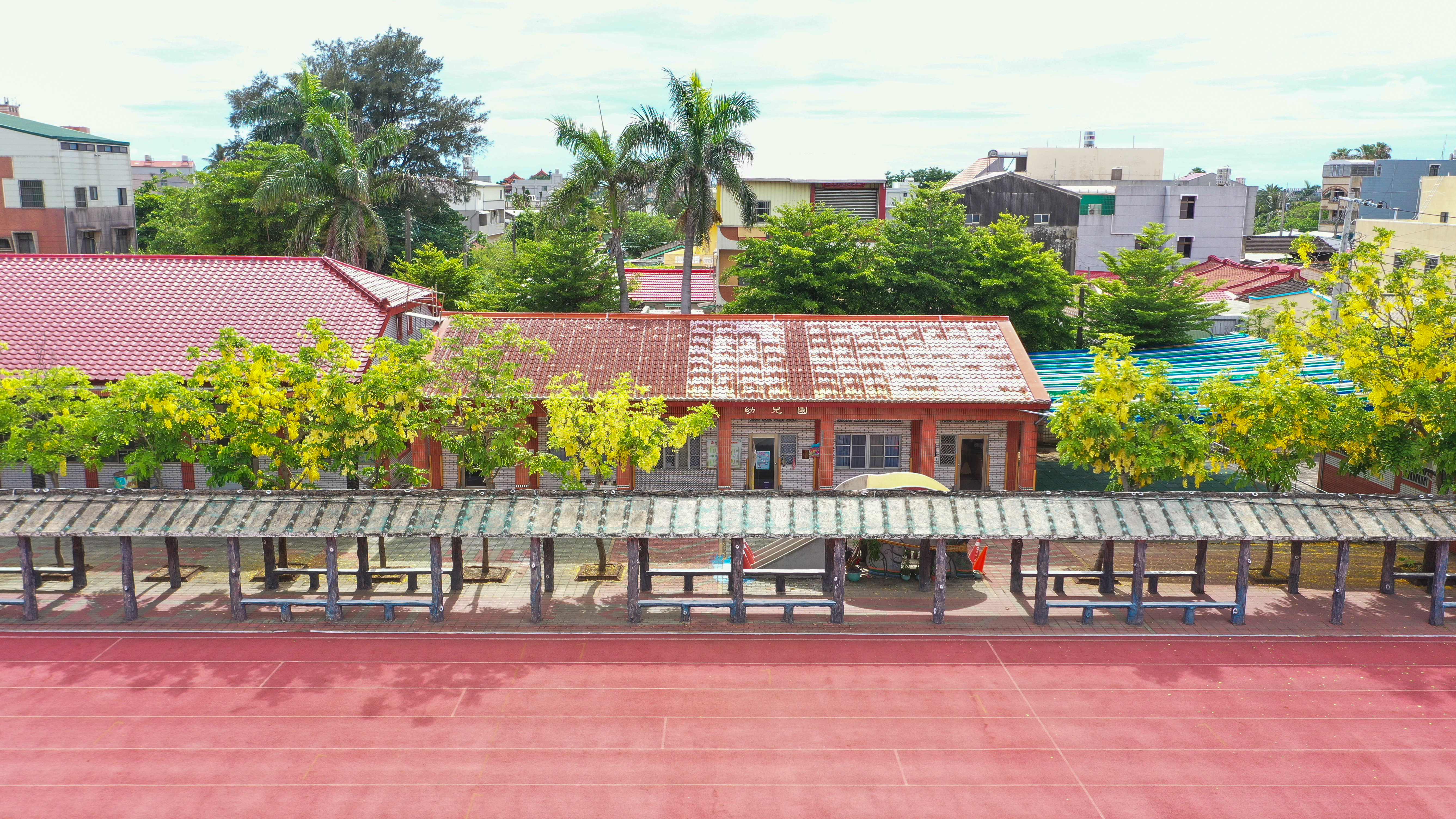
臺南市學甲區中洲國民小學幼兒園
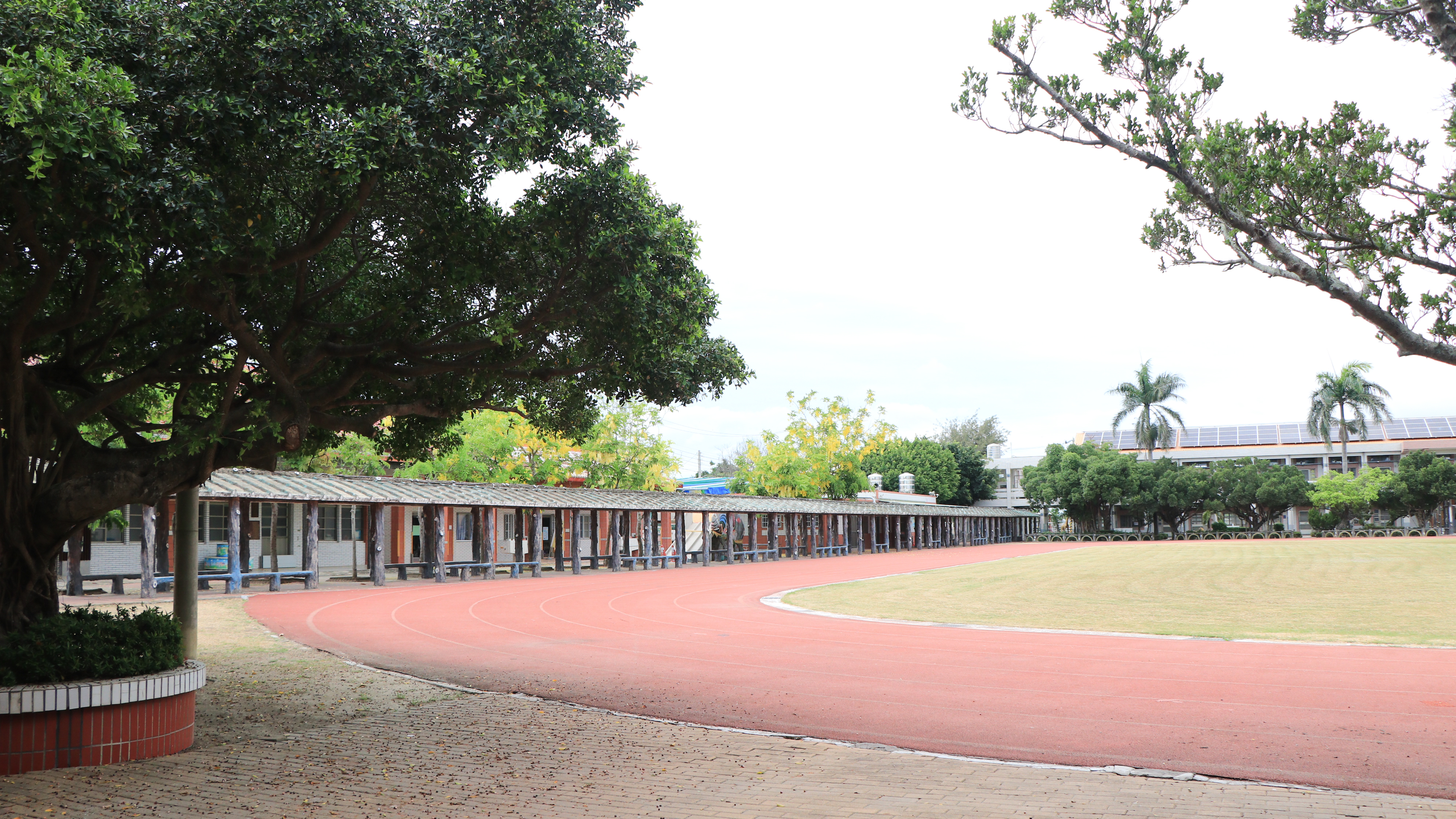
臺南市學甲區中洲國民小學操場
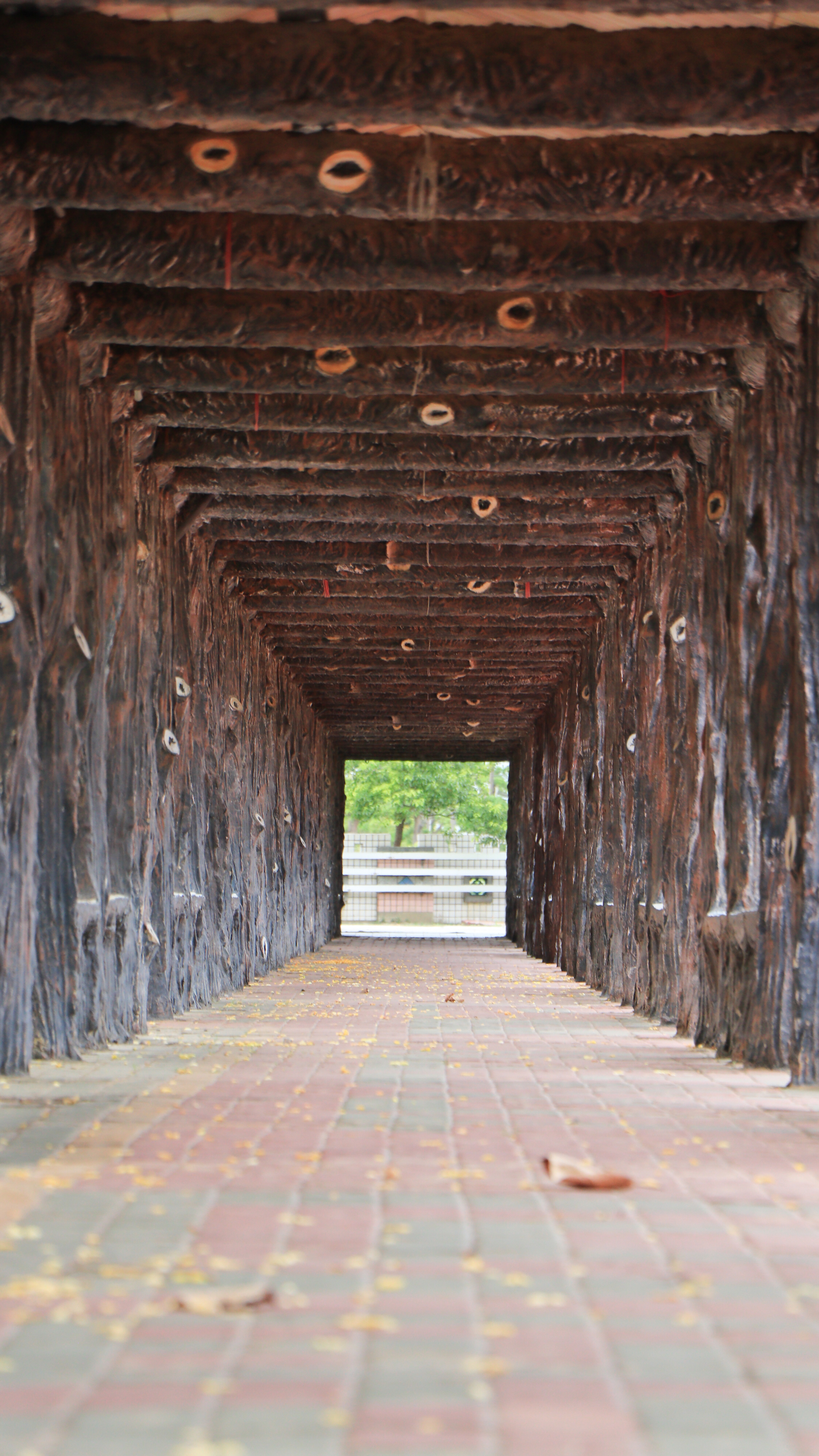
臺南市學甲區中洲國民小學校園景觀

## 外部連結
- 官方網站